# Kuntu Darussalam
Kuntu Darussalam is een bestuurslaag in het regentschap Kampar van de provincie Riau, Indonesië. Kuntu Darussalam telt 1868 inwoners (volkstelling 2010).